# Urhem
Med urhem menas vanligen ett landområde där en viss folk- eller språkgrupp har eller hade sitt ursprung. Till exempel talas om det indoeuropeiska, det germanska, det keltiska och det slaviska "urhemmet" och så vidare.